# Bell's Life in London
Bell's Life in London, and Sporting Chronicle var en engelsk, ugentlig sportsavis udgivet som et pink broadsheet mellem 1822 og 1886.

## Historie
Bell's Life blev grundlagt af Robert Bell, en trykker og udgiver fra London. Bell solgte avisen til William Innell Clement, ejer af The Observer, i 1824 eller 1825, og avisen slugte en konkurrent, Pierce Egan's Life in London and Sporting Guide. Fra 1824 til 1852 blev den redigeret af Vincent George Dowling, "igennem hvilken Bell's Life blev Storbrtianniens førende sportsavis, og uden den ville ingen gentlemans søndag være komplet." Dowlings søn, Frank Lewis Dowling, redigerede effektivt avisen i løbet af sin fars sidste år i live og efterfulgte ham som redaktør fra 1852 til 1867. I 1860'erne havde Bell's Life konkurrence fra The Field, The Sportsman, Sporting Life og The Sporting Times. I 1885 købte Edward Hulton Bell's Life og gjorde den til en dagligavis, men i 1886 blev den overtaget af Sporting Life. 